# 38 (число)
Вижте пояснителната страница за други значения на 38.
Трийсет и осем (също и тридесет и осем) е естествено число, предхождано от трийсет и седем и следвано от трийсет и девет. С арабски цифри се записва 38, а с римски – XXXVIII. Числото 38 е съставено от две цифри от позиционните бройни системи – 3 (три) и 8 (осем).

## Математика
- 38 е четно число.
- 38 е съставно число.
- 38 е безквадратно число.
- 38 е сбор от квадратите на първите три прости числа (2²+3²+5² = 38).
- 37 и 38 са първата двойка поредни естествени числа, които не се делят на някое от числата си.

## Други факти
- 38 е атомният номер на елемента стронций.
- 38-ият ден от годината е 7 февруари.
- 38 са секторите в американския вариант на играта рулетка (числата от 1 до 36, единична и двойна нула).